# The Yardbirds
The Yardbirds est un groupe britannique de blues rock, originaire de Londres, en Angleterre. Issu des années 1960, il est formé en mai 1963. Anthony « Top » Topham, Eric Clapton, Jeff Beck puis Jimmy Page se succèdent à la guitare au sein du groupe ; en 1966, Beck et Page y jouent simultanément. Eric Clapton rejoint ensuite John Mayall puis co-fonde le supergroupe Cream, Jeff Beck poursuit une carrière solo, tandis qu'à leur dissolution en 1968, reprenant au départ un contrat d'engagement des Yardbirds pour des concerts en Scandinavie, Jimmy Page fonde Led Zeppelin.
Le groupe est introduit au Rock and Roll Hall of Fame en 1992. Ils atteignent la 89e place de la liste des « 100 meilleurs groupes de tous les temps » établie par  Rolling Stone, et la 37e place des 100 meilleurs groupes de hard rock pour VH1,

## Histoire

### Origines
En 1963, un très jeune guitariste, Anthony « Top » Topham et son ami de lycée, l'harmoniciste et chanteur Keith Relf, visitent Railway Hotel à Norbiton. La musique programmée est du jazz traditionnel et l'établissement permet aux musiciens débutants de jouer pendant les vacances. C'était un temps où de jeunes gens britanniques comme Topham inventent une version typiquement britannique du blues américain, urbain et fougueux, connu sous le nom de rhythm and blues[réf. nécessaire] à la manière de nombreux autres groupes britanniques associés au British Blues Boom tels que The Rolling Stones ou The Animals. C'est là qu'ils rencontrent le batteur Jim McCarty, le guitariste rythmique Chris Dreja, le bassiste Paul Samwell-Smith et décident de former un groupe qu’ils appellent les Yardbirds. Deux semaines après, ils donnent leur premier concert.
Leurs héros sont les Rolling Stones, en tournée avec Bo Diddley, les Yardbirds jouent au Crawdaddy Club à Richmond. Deux mois après leur formation, Giorgio Gomelsky leur propose une résidence dans ce club et devient leur manager. Comme les Yardbirds deviennent professionnels, Topham doit faire face à la désapprobation de ses parents lorsqu'il exprime sa volonté d'abandonner ses études d’arts plastiques et ceux-ci lui confisquent sa guitare. Son remplaçant est un autre élève de cette école, Eric Clapton.

### Années Clapton
L'arrivée à la fin de l'année 1963 du jeune Eric Clapton à la guitare permet au groupe de sortir du lot. La virtuosité de Clapton installe les Yardbirds comme l'un des groupes les plus intéressants de sa génération sur scène. Le groupe commence alors à attirer des foules importantes dans toute l'Angleterre. L'assistant de Gomelsky, Hamish Grimes, s'occupe de leur campagne de publicité, concoctant des slogans comme « Les Yardbirds, le phénomène blues du moment ». C'est lui qui trouve également le surnom de Clapton, Slowhand, jeu de mots au sujet des claquements de mains du public quand le spectacle devait s'interrompre le temps qu'il remplace une corde cassée.
L'album Five Live Yardbirds sorti en 1964 permet de confirmer cette réputation. Mais jusqu'alors, les Yardbirds se contentent le plus souvent de brillantes reprises, puisées dans le répertoire des plus éminents bluesmen américains (Howlin' Wolf, Sonny Boy Williamson II...), sans posséder leur propre répertoire. Ce vide est comblé avec la sortie du morceau For Your Love en 1965. Premier gros succès commercial des Yardbirds, il marque toutefois une orientation du groupe vers une musique plus pop, ce qui a pour effet de provoquer le départ de Clapton, viscéralement attaché au blues. Clapton jouera pourtant plus tard avec Cream. Le groupe apparait aussi dans le film d'Antonioni Blow Up, 1966

### Années Beck
Eric Clapton parti, le groupe recherche un nouveau soliste. Tout d'abord, sur les conseils de Clapton, Jimmy Page est contacté. Guitariste de studio très réputé dans le petit monde du rock britannique, Jimmy Page décline pourtant l'offre et recommande à sa place son ami Jeff Beck. L'arrivée de Jeff Beck marque un nouveau tournant dans l'orientation musicale du groupe. Adepte des nouvelles technologies, Beck n'a cessé de repousser les limites sonores de son instrument. Sous son influence, les Yardbirds vont s'évader sur les terres du psychédélisme, mais également défricher un nouveau genre que l'on ne tardera pas à appeler hard rock. La formation enregistre leur unique album studio qui sort en 1966.
En 1966, le bassiste et producteur Paul Samwell-Smith quitte le groupe pour convenances personnelles. Jimmy Page, qui cette fois n'a pas décliné l'invitation, accepte de le remplacer à la basse, le temps que le second guitariste, Chris Dreja, se sente suffisamment à l'aise avec l'instrument pour prendre cette place. C'est dans cette configuration, Page à la basse, Beck et Dreja aux guitares, que le groupe entame une tournée de concerts à Paris, au Royaume-Uni et aux Etats-Unis. En fin de tournée, Beck fut hospitalisé : pour les derniers concerts Page prend sa place et laisse la basse à Dreja.
Le retour du groupe en Angleterre marque la naissance du duo de guitariste Beck-Page, qui ne durera que quelques mois, le temps de seulement trois morceaux enregistrés. Malgré sa courte durée, ce duo apparaît dans le film Blow-Up, de Michelangelo Antonioni (Palme d'or au festival de Cannes en 1967) : on y voit Jeff Beck y détruire sa guitare et la jeter dans la salle pendant le titre Stroll On, version adaptée (à seule fin d'éviter des problèmes de droits d'auteur) de Train Kept A-Rollin', écrite par Tiny Bradshaw et reprise en 1956 par Johnny Burnette and the Rock and Roll Trio.

### Années Page et naissance deLed Zeppelin
Jimmy Page désormais seul à la tête du groupe, les Yardbirds impressionnent plus que jamais par leurs prestations sur scène. Le guitariste Jimmy Page y expérimente notamment la fameuse technique de l'archet sur la chanson Dazed and Confused de Jake Holmes, qui sera par la suite un des titres phares de Led Zeppelin. Mais si le groupe est une bête de scène, il peine à trouver sa voie en studio, passage pourtant obligé pour le succès commercial. D'échecs en projets avortés, sans véritable ligne directrice, Jimmy Page est lâché en 1968 par le chanteur Keith Relf et le batteur Jim McCarty qui s'en vont fonder un nouveau groupe, Renaissance. Peu de temps après, alors que le groupe a été rebaptisé New Yardbirds, c'est Chris Dreja qui s'en va à son tour (Dreja deviendra photographe et signera notamment la photo qui figure au verso de la pochette du premier album de Led Zeppelin).
Devant honorer malgré tout une série d'engagements contractuels (notamment une tournée en Scandinavie), Jimmy Page recrute pour les New Yardbirds le bassiste John Paul Jones, le chanteur Robert Plant qui recommande son ami du groupe Band of Joy, le batteur John Bonham. Au retour de la tournée en Scandinavie, le groupe enregistre son premier album, au cours duquel il change à nouveau de nom pour prendre l'appellation de Led Zeppelin.

### Retour

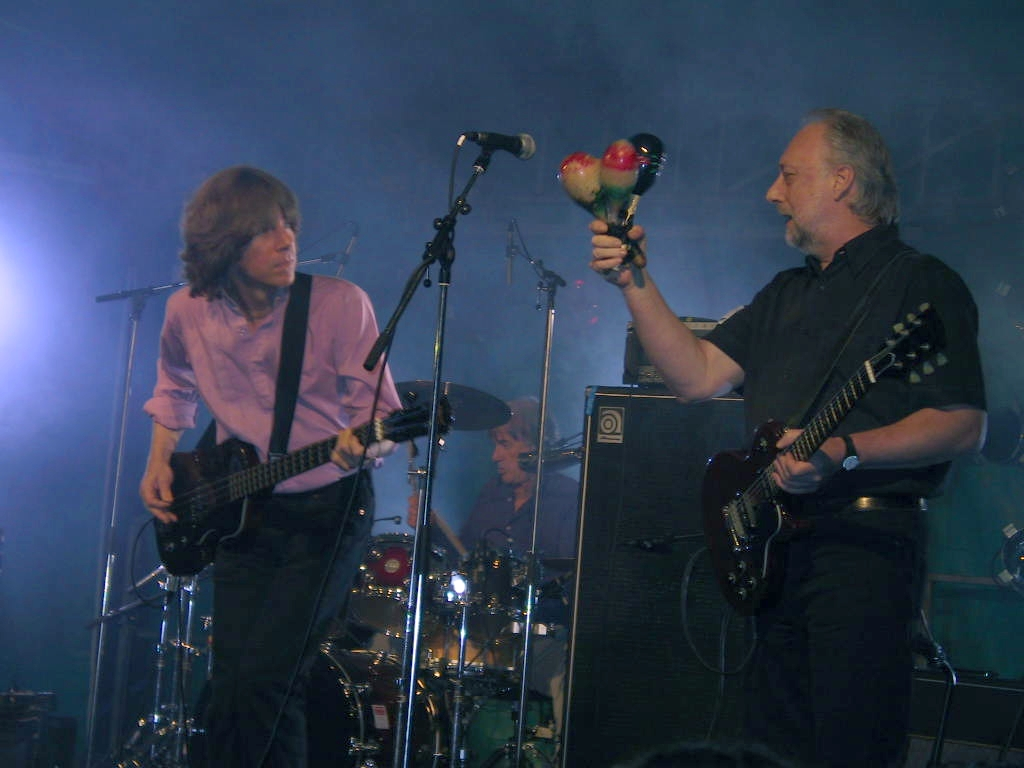
The Yardbirds à Langueux (France) le 9 septembre 2006. De gauche à droite : John Idan, Jim McCarty (à la batterie) et Chris Dreja.

En 1992, le guitariste rythmique Chris Dreja et le batteur Jim McCarty décident de relancer les Yardbirds. Si les musiciens aux postes d'harmoniciste et de guitariste soliste sont régulièrement remplacés, les Yardbirds nouveaux se trouvent dès 1994 un bassiste chanteur dont ils ne se sépareront plus : John Idan. En 2003, ils sortent un nouvel album, Birdland, sur lequel de nombreux invités prestigieux font une apparition. Parmi eux, un vieil ami : Jeff Beck, ainsi que les guitaristes Jeff Baxter, Steve Lukather, Brian May, Joe Satriani, Slash et Steve Vai, le guitariste attitré étant Gypie Mayo, ancien guitariste de Dr. Feelgood.
En 2003, ils publient un nouvel album intitulé Birdland au label Favoured Nations.
McCarty annonce en décembre 2014 la séparation de la formation actuelle des Yardbirds. Cela sera apparemment faux car les Yardbirds tourneront en 2015. En mai 2015, Topham quitte le groupe et est remplacé par Earl Slick.
En août 2015, ils sont annoncés au Eel Pie Club de Twickenham, à l'ouest de Londres le 17 octobre, avec une formation composée de Jim McCarty, John Idan, Ben King, David Smale et Billyboy Miskimmin. Le 12 août 2015, le guitariste Johnny A. est annoncé pour les accompagner dans leur tournée nord-américaine entre octobre et novembre 2015. Le 15 avril 2016 le groupe joue au Under the Bridge à Londres avec une formation composée de  Jim McCarty, John Idan, Johnny A, Kenny Aaronson et Billyboy Miskimmin.

## Origine du nom
En anglais, le mot yardbird, que l'on peut traduire par volaille, est aussi un terme argotique désignant un bleu ou encore un militaire consigné à la caserne, il s'applique aussi pour désigner un détenu.
Le fondateur du groupe, Keith Relf, était fan de l'auteur américain Jack Kerouac, lequel citait souvent le grand jazzman Charlie « Yardbird » Parker dans ses romans, ce qui l'a inspiré pour trouver un nom au nouveau groupe,.

## Membres

### Membres actuels
- Jim McCarty – batterie, chœurs (1963–1968, 1982–1983, depuis 1992), chant (1992)
- John Idan – chant (1992–2009, depuis 2015), guitare solo (1992–1994), basse (1994–2009), guitare rythmique (depuis 2015)
- Kenny Aaronson – basse (2015, depuis 2016)
- Johnny A. – guitare solo (depuis 2015)
- Myke Scavone – harmonica, percussions, chœurs (depuis 2015)

### Anciens membres
- Keith Relf – chant, harmonica (1963–1968), guitare rythmique (1966–1968)
- Eric Clapton – guitare solo, chœurs (1963–1965)
- Chris Dreja – guitare rythmique, percussions (1963–1966, 1982–1983, 1992–2013), basse (1966–1968)
- Paul Samwell-Smith – basse, chœurs (1963–1966, 1983)
- Jeff Beck – guitare, chœurs (1965–1966)
- Jimmy Page – basse (1966), guitare (1966–1968)
- Anthony « Top » Topham – guitare (1963), guitare rythmique (2013–2015)
- Rod Demick – basse, harmonica, chœurs (1992–1993)
- Ray Majors – guitare solo, chœurs (1994–1995)
- Laurie Garman – harmonica (1994–1996)
- Gypie Mayo – guitare solo, chœurs (1995–2005)
- Alan Glen – harmonica, percussions (1996–2003, 2008–2009)
- Jerry Donahue – guitare solo (2004–2005)
- Andy Mitchell – chant, harmonica, guitare acoustique (2009–2015)
- Earl Slick - guitare rythmique et solo (2015)
- David Smale – basse, chœurs (2009–2014, 2015–2016)
- Ben King – guitare solo (2005–2015)
- Billy Boy Miskimmin – harmonica, percussions (2003–2008; 2016)
- Jean-Michel Kajdan – guitare solo (2008-2009;2020)

## Discographie

### Albums studio
- 1965 : For Your Love (US #96)
- 1965 : Having a Rave Up (US #53)
- 1966 : Roger the Engineer ou Yardbirds (UK #20)
- 1966 : Over Under Sideways Down (US #52)
- 1967 : Little Games (US #80)
- 1972 : Blue Eyed Blues
- 2003 : Blueswailing July '64
- 2003 : Birdland

### Albums live
- 1964 : Five Live Yardbirds
- 1965 : Sonny Boy Williamson & The Yardbirds : Live at the Crawdaddy (avec Sonny Boy Williamson II)
- 1971 : Live Yardbirds: Featuring Jimmy Page
- 1999 : The BBC Sessions

### Bande originale
- 1966 : Blow-Up (un seul titre : Stroll On), de Herbie Hancock

### Singles
- I Wish You Would / A Certain Girl  - Columbia DB7283 1964
- Good Morning Little Schoolgirl / I Ain't Got You - Columbia DB7391 1964  #44
- For Your Love / Got to Hurry - Columbia DB7499 1965  #3
- Heart Full of Soul / Steeled Blues - Columbia DB7594 1965 #2
- Evil Hearted You / Still I'm Sad  - Columbia DB7706 1965 #3
- Shapes of Things / You're A Better Man Than I - Columbia DB7848 1966  #3
- Over Under Sideways Down / Jeff's Boogie - Columbia DB7928 1966  #10
- Happenings Ten Years Time Ago / Psycho Daisies - Columbia DB8024 1966  #43
- Little Games / Puzzles - Columbia DB8165 1967